# Tiempo Dinámico Baricéntrico
El tiempo dinámico baricéntrico (TDB, del francés temps dynamique barycentrique) es una escala de tiempo coordinada relativista, destinada al uso astronómico como un estándar de tiempo para tener en cuenta la dilatación del tiempo al calcular órbitas y efemérides astronómicas de planetas, asteroides, cometas y naves espaciales interplanetarias en el Sistema Solar. TDB es ahora (desde 2006) definido como un escalamiento lineal del tiempo de coordinación baricéntrico (TCB). Una característica que distingue a TDB del TCB es que TDB, cuando se observa desde la superficie de la Tierra, tiene una diferencia con el tiempo terrestre (TT) que es casi tan pequeño como se puede disponer prácticamente con una definición consistente: las diferencias son principalmente periódicas, Y en general permanecerá en menos de 2 milisegundos durante varios milenios.
TDB se aplica al marco de referencia del sistema solar baricéntrico y se definió por primera vez en 1976 como un sucesor del antiguo estándar (no-relativista) del tiempo de efemérides (adoptado por la UAI en 1952 y reemplazado en 1976). En 2006, después de una historia de múltiples definiciones de escala de tiempo y la depreciación desde la década de 1970, una redefinición de la TDB fue aprobada por la UAI. La redefinición de la TDB de 2006 como estándar internacional reconoció expresamente que el argumento del tiempo de efemérides del JPL, Teph, implementado en JPL Development Ephemeris DE405, "es prácticamente el mismo que el TDB definido en esta Resolución" . 2006, efemérides DE405 ya había estado en uso durante algunos años como la base oficial de las efemérides planetarias y lunares en el Almanaque Astronómico, fue la base para las ediciones de 2003 a 2014, en la edición de 2015 es reemplazada por DE430).

## Definición
La resolución 3 de la IAU de 2006 define a TDB como una transformación lineal de TCB. TCB diverge tanto de TDB como de TT. TCB progresa más rápido a una tasa diferencial de alrededor de 0,5 segundo / año, mientras que TDB y TT permanecer cerca . A partir de principios de 2011, la diferencia entre TDB y TCB es de unos 16,6 segundos. 
TDB = TCB − LB ×(JDTCB − T0 )×86400 + TDB0
Donde LB = 1,550519768 × 10-8, TDB0 = -6,55 × 10-5 s, T0 = 2443144,5003725, y JDTCB es la fecha juliana de TCB (es decir, una cantidad que era igual a T0 el 1 de enero de 1977 a las 00:00:00 TAI en el geocentro y que aumenta en uno cada 86400 segundos de TCB).